# Wielka, większa i największa
Wielka, większa i największa – fantastyczna powieść młodzieżowa autorstwa Jerzego Broszkiewicza, wydana w 1960 r. przez wydawnictwo Nasza Księgarnia.
Powieść składa się z trzech części. Bohaterowie, para nastolatków (Ika i Groszek), przeżywają trzy tytułowe przygody – ratują porwane dziecko, rozbitków katastrofy lotniczej, a na koniec spotykają Obcych i dyplomatycznie bronią przed nimi całą ludzkość. We wszystkich przygodach ich przewodnikiem jest mówiący samochód marki Opel Kapitän. 
Powieść zdobyła uznanie krytyków i badaczy literatury, którzy uznali ją za znaczącą pozycję w rozwoju polskiej literatury młodzieżowej. Została zekranizowana w 1963 r. W PRL-u powieść była lekturą uzupełniającą dla klasy 5 (od roku 1970).

## Treść
Bohaterowie, para ponadprzeciętnie inteligentnych nastolatków, Ika (zdrobnienie od Irka, jak córka autora) i Groszek (alter ego autora, gra słów od jego dziecięcego przezwiska, jakim było Broszek), przeżywają trzy przygody, podczas których wykazują się pomysłowością, odwagą i współczuciem. We wszystkich przygodach ich przewodnikiem jest mówiący samochód marki Opel Kapitän.
W przygodzie wielkiej Ika i Groszek słuchają w radiu komunikatu o zaginięciu małego chłopca, Jacka Kilara. Niespodziewanie zostają poproszeni o pomoc w jego odnalezieniu przez maszyny do tej pory bezwolnie służące ludziom. Ich głównym pomocnikiem jest stary samochód niszczejący na podwórku. Opel Kapitan jest samochodem niezwykłym, prowadzi się sam, mówi i pomaga dzieciom. Chłopiec, jak się okazuje, został porwany przez przestępców. Młodzi detektywi z pomocą mechanicznych przyjaciół uwalniają chłopca i doprowadzają do schwytania porywaczy.
W przygodzie większej wkrótce okazuje się, że pomoc pary przyjaciół jest ponownie potrzebna. Kapitan zabiera ich na lotnisko, gdzie wsiadają do samolotu lecącego w kierunku Afryki. Stary Jak, podobnie jak Opel, umie porozumieć się z dziećmi, a mają razem odnaleźć zaginioną załogę samolotu Douglas 125, który rozbił się na Saharze. Zaginionej załodze grozi śmierć, jeśli pomoc nie przyjdzie szybko. Na szczęście Ika i Groszek, mający do pomocy inteligentne maszyny, odnajdują rozbitków.
Trzecia przygoda jest rzeczywiście największa. Tym razem młodzi przyjaciele zostają wyznaczeni na przedstawicieli całej planety Ziemia. Zabrani statkiem międzygalaktycznym na planetę Della w systemie Vega muszą udowodnić jej mieszkańcom, że nie wszyscy Ziemianie mają skłonności militarne, ludzie nie są społeczeństwem wojowniczym zagrażającym kosmicznej społeczności, a zaobserwowane przez nich eksplozje jądrowe nie skreślają cywilizacji ziemskiej jako zdolnej do kontaktów z innymi cywilizacjami.

## Historia wydań, adaptacji i tłumaczeń
Powieść ukazała się w 1960 r. w serii wydawniczej Nasza Księgarnia „Klub Siedmiu Przygód” z ilustracjami Gabriela Rechowicza. Książka miała liczne wznowienia (ok. 15 wydań do roku 1988 i kilka w latach kolejnych, m.in. w latach 1990, 1994, 1997, 2004, 2006 i 2011).
Doczekała się też adaptacji teatralnych (pod tytułem Planeta Nadziei w 1962 i pod oryginalnym tytułem w 1966), radiowych (pod tytułem Pierwsza wielka przygoda w 1966 i 1975), telewizyjnej (w 1963) i filmowej (także w 1963).

### Tłumaczenia
Książka była tłumaczona m.in. na:
- język bułgarski[13],
- język czeski jako Velké, větší, najvětší (1963 i 1964)[10][14][15],
- język estoński jako Suur, suuram, köige suuram (1966)[10][16],
- język niemiecki[13],
- język rosyjski jako Одно другого интересней - Odno drugogo interesnej (1964, 1987, 2019)[10][17][18][19],
- język rumuński[13],
- język serbsko-chorwacki jako Velika, veća i najveća (1964 i 1977)[10][20],
- język słowacki jako Veľká, väčšia a najväčšia (1962 i 1974)[10][21],
- język ukraiński jako Велика, більша й найбільша - Velyka, bil’sa j najbil’sa (1966)[10][22][19],
- język węgierski[13].

### Kontynuacja
Bohaterowie tej książki występują także w innej powieści Broszkiewicza – Długi deszczowy tydzień.

## Odbiór
Poza licznymi wznowieniami, adaptacjami i tłumaczeniami, wymienionymi powyżej, w PRL-u powieść była lekturą uzupełniającą dla klasy 5 (od roku 1970). W 1979 roku została wpisana na Listę Honorową im. H. Ch. Andersena (Special Hans Christian Andersen Honor List 1979; była to lista stworzona przez IBBY). Jeszcze w połowie lat 10. XXI wieku była to lektura nadobowiązkowa w polskich szkołach (dla klasy 6).
Według oceny Krystyny Kuliczkowskiej z 1967 pozycja ta zaskoczyła krytyków swoją jakością i wizją jako „utwór mocno osadzony w realiach współczesnego świata, wielowarstwowy, z podtekstem”; porównała ją do Porwania w Tiutiurlistanie Żukrowskiego z 1946 r. Podobnie Stanisław Frycie w 1983 r. zauważył, że „utwór ten wzbudził duże zainteresowanie zarówno wśród krytyków, jak i czytelników”, i został przyjęty przez tych pierwszych „przychylnie”, a przez tych drugich – „entuzjastycznie”.

## Recenzje i analiza
W 1960 Krystyna Kuliczkowska opisała tę powieść w „Nowych Książkach”. Za motyw przewodni książki uznała temat „szlachetności dziecka, powalającej wierzyć w szczęśliwą przyszłość świata”. Oceniła książkę bardzo pozytywnie, chwaląc jej poetycki nastrój, skrytykowała jednak jako drobny mankament nadmierne uczłowieczanie samochodu (Kapitana). Pochwaliła także „oryginalne, nowoczesne ujęcie” tematu, i dużą ilość „oryginalnych i wymyślnie zestawionych pomysłów”; pochwaliła zwłaszcza trzecią część książki, „przygodę największą”, jako „jedną z najbardziej uroczych opowieści fantastycznonaukowych, jaką zdarzyło się nam ostatnio czytać”.
W tym samym roku krytyk o pseudonimie „bem” zrecenzował tę książkę dla czasopisma „Świat”. Zauważył, że jest to utwór, którego od wielu lat brakowało w polskiej literaturze – nowoczesna bajka, dostosowana do dzisiejszych czasów. Według recenzenta z powodu swoich wątków fantastycznonaukowych (takich jak zastąpienie mówiących zwierząt mówiącymi urządzeniami) jest ona w stanie bardziej zaciekawić dzieci niż bajki tradycyjne. Pochwalił książkę (jako „uroczą” i „lekką”), a także ilustracje (jako „śliczne” i „lekkie”), pozytywnie ocenił także poetykę skierowaną do dzieci i zawarty w książce „ładunek wychowawczy”. Recenzent także zauważył, że bohaterowie utworu – Ika i Groszek – nawiązują do samego autora i jego córki.
Też w tym roku książkę zrecenzowała Halina Bazarewska dla czasopisma „Nowa Kultura”. Książkę oceniła pozytywnie, uznając ją za „wyjątkowo oryginalne osiągnięcie w literaturze dziecięcej”, posiadającą „ogromne walory dydaktyczne”, promującą wartości dobra i odwagi, krytykującą konflikt i poruszającą ważne zagadnienia („sukcesy nauk technicznych i związaną z nimi humanistyczną wizję przyszłych społeczeństw cywilizowanych”). Zwróciła uwagę, że w książce Broszkiewicza ożywione maszyny udanie pełnią rolę tradycyjnych rekwizytów bajkowych (magicznych wróżek czy latających dywanów), społeczeństwo Vegan uznała za pokazujące „najśmielsze marzenia o ziemskim raju”, gdzie praca została zredukowana wyłącznie do „operacji intelektualnych”, gdyż automatyzacja i robotyzacja techniki wyeliminowała potrzeby pracy fizycznej
W 1962 Jan Zygmunt Jakubowski uznał tę książkę za jedną z najciekawszych pozycji wydanych w ostatnich latach przez wydawnictwo Nasza Księgarnia. Pochwalił ją jako „przykład dobrej sztuki pisarskiej”. Za interesującą uznał także strukturę książki, podzieloną na trzy części. Pierwszą część książki porównał do powieści sensacyjnej, drugą – do przygodowo-podróżniczej, a trzecią – do utopijnej powieści fantastycznonaukowej. Za najbardziej wartościowe pod kątem pedagogicznym uznał natomiast jej „ambicje intelektualno-moralne”, tj. dostosowane do młodego czytelnika i udane poruszenie „problematyki ideowo-moralnej”, tj. „bardzo istotnych niepokojów naszej współczesności”. Za motyw przewodni książki uznał temat „osobistej odpowiedzialności człowieka za losy innych ludzi i świata”. W podsumowaniu swojej analizy napisał, że wymiar pedagogiczny i artystyczny książki można poddać dalszej dyskusji, jest to „niewątpliwie bardzo interesująca i ambitna próba nowoczesnej książki dla młodych czytelników... łącząca elementy realizmu, fantastyki i problematyki filozoficzno-moralnej”. Wyraził nadzieję, że książka przedstawia „perspektywy twórczego rozwoju powieści dla młodzieży”.
W 1963 J. Słupska przedstawiła plan wykorzystania książki na zajęciach w szkole dla „Polonistyki”. Jako tematy do dyskusji wymieniła m.in. zagadnienie zagrożenia użyciem broni atomowej i zalety pokojowego wykorzystania energii nuklearnej, współodpowiedzialność młodzieży za losy świata i znaczenie etycznych walorów takich jak dobroć, szlachetność i odwaga.
W 1965 r. Wanda Krzemińska uznała powieść za oryginalne, zabawne i edukacyjne połączenie realizmu i fantastyki.
W 1968 r. Stefania Wartman opisała tę powieść jako połączenie „baśni miejskiej” z powieścią fantastycznonaukową, gdzie rolę „nadzwyczajnych pomocników” z baśni przejmują ożywione urządzenia techniczne. Zwróciła też uwagę na walory edukacyjne powieści – nacisk na wartości moralne (odwagę, wierność, poświęcenie, szlachectwo, męstwo) reprezentowane przez dziecięcych bohaterów książki. W tym samym roku Krystyna Kuliczkowska uznała powieść za znaczącą z powodu nowatorskiego (dla polskiej prozy tego gatunku) motywu połączenia realizmu (świata współczesnego) z fantastyką, a pisząc o niej rok później, opisała ją jako poetycką i wciągającą mieszankę realizmu z fantastyką, poruszającą problemy moralne i filozoficzne.
Stanisław Frycie w 1979 r. pozytywnie opisał „największą, trzecią przygodę”, pisząc, że autor „ujął [ją] w sposób poetycki i pobudzający do refleksji” i że „wyraża [ona] niepokój naszych czasów i apoteozuje wartości moralne: mądrość, dobroć i odwagę”. W 1983 r. Frycie uznał tę książkę za pierwszą godną uwagi polską pozycję z nurtu fantastycznonaukowego adresowaną dla dzieci. Powieść ocenił jako utwór „dydaktyczny i filozoficzny... nowatorski w sensie formalnym” i zawierający „różne techniki narracyjne, rozmaite gatunki i konwencje literackie”. Według Fryciego Broszkiewicz innowatorsko uprościł nieco elementy fantastycznonaukowe, co uczyniło ten gatunek przystępny dla młodszego czytelnika. Powieść ta zapoczątkowała w polskiej fantastyce utwory „o zabarwieniu poetyckim”. W tym samym roku Józef Zbigniew Białek zauważył, że w tej powieści „krytyka dostrzegła zespolenie różnorakich gatunków powieści, ambicje intelektualno-moralne, przekonującą formę wprowadzenia dzieci w problematykę epoki współczesnej”.
W 1982 r. Tadeusz Patrzałek badający popularność lektur wśród dzieci 11-letnich zauważył, że powieść była bardziej popularna wśród dziewcząt niż chłopców.
Według Andrzeja Niewiadowskiego i Antoniego Smuszkiewicza, piszących w 1990, powieść była „[znaczącym] wydarzeniem w powojennych losach [polskiej] SF”. Pozycje odczytali jako ostrzeżenie dla dorosłych „przed zgubnym kierunkiem ewolucji etycznej i światopoglądowej”; zwrócili także uwagę na częsty dla fantastyki naukowej wątek kontaktu z kosmitami.
Pisząc w 1992 roku, Andrzej Niewiadowski zaliczył tę pozycję do fantastycznej literatury edukacyjnej i zauważył, że łączy one popularne motywy „genialnego wynalazku” i „kontaktu z Obcymi”. Zauważył, że książka jest krytyką świata dorosłych – dzieci zachowują się tam lepiej, niż starsi, panicznie bojący się nieznanego i na nie agresywnie reagujący. Także w 1992 roku Halina Skrobiszewska sklasyfikowała tę powieść jako pierwszą pozycję baśni alegorycznej (podgatunku baśni literackiej). Zauważyła, że nurt ten był reakcją na „próbę wprzęgnięcia fantazji w służbę określonej doktryny ideologicznej” i stanowił próbę dyskusji o problemach współczesności, w tym delikatną (biorąc pod uwagę realia tamtych czasów) krytykę m.in. ustrojów totalitarnych.
W 1999 Antoni Smuszkiewicz zauważył, że wyjątkowość pozycji w czasie jej opublikowania związana była z jej elementami fantastycznymi i ich wymieszaniem z elementami świata rzeczywistego, co było rzadkie w polskiej współczesnej prozie dla dzieci i młodzieży w połowie XX wieku. Według Smuszkiewicza doprowadziło to do uznania przez niektórych nauczycieli i uczniów tej pozycji za „trudną”, co wyjaśnia brakiem zrozumienia przez czytelników (młodzież) pojęcia fikcji literackiej wynikającym z dominacji w kanonie lektur pozycji realistycznych i dokumentalnych oraz równoczesnym brakiem doświadczenia zarówno młodzieży, jak i pedagogów w interpretacji literatury fantastycznej.
W tym samym roku o książce pisała Barbara Dyduch dla „Polonistyki”. Zauważyła, że uczniowie klas V preferują przygodową przygodę „większą”, a klas VIII, „największą”, przeznaczoną dla najstarszego czytelnika („ze względu na filozoficzny sens i pobudzenie do refleksji”). Według niej książka nie jest już jednak popularną lekturą dla młodzieży, co uznała za fakt niefortunny, gdyż według niej, książka reprezentuje bardziej wartościowy materiał („uroczy, łagodny, pogodny”) w porównaniu do „agresji” dzieł nowszych; za wartości przewodnie książki uznała „dobroć, bezinteresowność i odwagę”, a motyw przewodni to „czynienie dobra bezinteresownie i anonimowo”. Według Dyduch „usytuowana na wielu planach – realistycznym, fantastycznym i futurologicznym – paraboliczna powieść Broszkiewicza pozwala na przeprowadzenie niekonwencjonalnej analizy perspektywicznie służącej rozumieniu nowoczesnej powieści, której fabuła podlega innym niż chronologiczne porządkom”. Analizując narrację powieści, zwraca uwagę na znaczenie motywu podróży, pobudzającego dziecięcą wyobraźnię, w tej książce nakierowanego na pozytywne, optymistyczne myślenie o przyszłości.
Według Grzegorza Leszczyńskiego, piszącego w 2002 roku, powieść łączy różne konwencje literackie – gatunki baśni, fantastyki naukowej i literatury sensacyjno-przygodowej. Trzy części książki (trzy przygody) tworzą według niego połączony krąg refleksyjny – bohaterowie najpierw pomagają jednej osobie, potem grupie, a na końcu całej ludzkości; podobnie zwiększa się skala świata przedstawionego (miasto, planeta, kosmos) i wykorzystywane przez bohaterów rekwizyty (samochód, samolot, statek kosmiczny). Mówiący samochód Leszczyński uważa za obiekt antropomorfizowany, jak zdarza się w tradycyjnych bajkach ludowych. Do motywów przewodnich całej książki zalicza tematy takie, jak: niepokój moralny i egzystencjalny czasów współczesnych, międzyludzką solidarność i moralną odpowiedzialność (w tym za ochronę świata przed zagładą). Zauważył też, że powieść „operuje zmiennym nastrojem i pogłębioną refleksyjnością”, poruszająca ważne tematy i elementy fantastyczne. W podsumowaniu pisze, że „była ewenementem po latach głębokiego zastoju w twórczości dla młodych czytelników” i „zapoczątkowała całą serię utworów fantastycznych i eksperymentalnych” w nadchodzących latach. Leszczyński zauważył też, że powieść stała się „znaczącym wydarzeniem w rozwoju polskiej fantastyki dla młodych odbiorców”.
Według Teresy Brzeskiej-Smerek, piszącej także w 2002 r., powieść ta zainicjowała nowy nurt w twórczości Broszkiewicza („fantastyczno-przygodowy z mocno wyeksponowanymi wartościami etyczno-moralnymi”).
W 2008 r. Maria Ostasz zauważyła, że utwór ten był „nowatorski pod względem wykorzystanych konwencji artystycznych i śmiałości aksjologicznego przekazu”, pisząc, że autor „odszedł całkowicie od konwencji realistycznej” i „efektywnie połączył poetykę baśni z powieścią fantastycznonaukową, nadając w ten sposób schematowi powieści przygodowo-sensacyjnej zupełnie nowy charakter – przypowieści o człowieku jako istocie odpowiedzialnej za losy świata”.
Maciej Wróblewski, pisząc w 2012 roku, zwrócił uwagę, że o ile w wielu utworach Broszkiewicza dorośli są dla dzieci wzorem pozytywnym, w tej powieści jest ten schemat odwrócony. Tutaj świat dorosły „jest skażony złem (niesprawiedliwością, przemocą, kłamstwem)”, a ciężar ratowania ludzkości spada na barki niewinnej młodzieży.
W 2024 r. Piotr Konieczny w The Encyclopedia of Science Fiction zauważył, że powieść można również odczytać jako krytykę zimnej wojny i broni atomowej. W 2025 Gary Westfahl w haśle o filmie dla tej samej encyklopedii zwrócił uwagę na podobieństwo fabuły do książki Have Space Suit – Will Travel Roberta A. Heinleina  (1958, wyd. polskie Wkładaj kombinezon i w drogę 1995), pisząc, że być może Broszkiewicz zainspirował się tym tekstem, jako że istnieje duża zbieżność fabuły pomiędzy utworem Heinlena a trzecią częścią powieści Broszkiewicza - obydwie to opowieści o "przybyszach z kosmosu, którzy żyją w układzie gwiezdnym Wega i zostają przekonani przez dwójkę młodych ludzi, aby dali rasie ludzkiej kolejną szansę na wykazanie się dojrzewaniem." .